# Sarpy County
Sarpy County ist ein County im Bundesstaat Nebraska der Vereinigten Staaten. Der Verwaltungssitz (County Seat) ist Papillion, das nach dem Papillion Creek benannt wurde.

## Geographie
Das County liegt im äußersten Osten von Nebraska, grenzt an den Bundesstaat Iowa und hat eine Fläche von 640 Quadratkilometern, wovon 18 Quadratkilometer Wasserfläche sind. Es grenzt im Uhrzeigersinn an folgende Countys: Douglas County, Cass County und Saunders County.

## Geschichte
Sarpy County wurde 1857 gebildet. Benannt wurde es nach Colonel Peter A. Sarpy.
19 Bauwerke und Stätten des Countys sind im National Register of Historic Places eingetragen (Stand 12. Februar 2018).

## Demografische Daten

Alterspyramide des Sarpy Countys (Stand: 2000)

Nach der Volkszählung im Jahr 2000 lebten im Sarpy County 122.595 Menschen in 43.426 Haushalten und 33.220 Familien. Die Bevölkerungsdichte betrug 197 Einwohner pro Quadratkilometer. Ethnisch betrachtet setzte sich die Bevölkerung zusammen aus 89,18 Prozent Weißen, 4,36 Prozent Afroamerikanern, 0,42 Prozent amerikanischen Ureinwohnern, 1,90 Prozent Asiaten, 0,09 Prozent Bewohnern aus dem pazifischen Inselraum und 1,86 Prozent aus anderen ethnischen Gruppen; 2,20 Prozent stammten von zwei oder mehr Ethnien ab. 4,37 Prozent der Bevölkerung waren spanischer oder lateinamerikanischer Abstammung.
Von den 43.426 Haushalten hatten 43,0 Prozent Kinder und Jugendliche unter 18 Jahre, die bei ihnen lebten. 63,8 Prozent waren verheiratete, zusammenlebende Paare, 9,6 Prozent waren allein erziehende Mütter, 23,5 Prozent waren keine Familien, 18,4 Prozent waren Singlehaushalte und in 4,7 Prozent lebten Menschen im Alter von 65 Jahren oder darüber. Die Durchschnittshaushaltsgröße betrug 2,79 und die durchschnittliche Familiengröße lag bei 3,21 Personen.
Auf das gesamte County bezogen setzte sich die Bevölkerung zusammen aus 30,5 Prozent Einwohnern unter 18 Jahren, 9,4 Prozent zwischen 18 und 24 Jahren, 33,8 Prozent zwischen 25 und 44 Jahren, 19,7 Prozent zwischen 45 und 64 Jahren und 6,6 Prozent waren 65 Jahre alt oder darüber. Das Durchschnittsalter betrug 32 Jahre. Auf 100 weibliche Personen kamen 98,8 männliche Personen. Auf 100 Frauen im Alter von 18 Jahren oder darüber kamen statistisch 96,2 Männer.
Das jährliche Durchschnittseinkommen eines Haushalts betrug 53.804 USD, das Durchschnittseinkommen der Familien betrug 59.723 USD. Männer hatten ein Durchschnittseinkommen von 37.230 USD, Frauen 26.816 USD. Das Prokopfeinkommen betrug 21.985 USD. 3,1 Prozent der Familien und 4,2 Prozent der Bevölkerung lebten unterhalb der Armutsgrenze. Davon waren 5,3 Prozent Kinder oder Jugendliche unter 18 Jahre und 3,3 Prozent waren Menschen über 65 Jahre.

## Orte im County
- Avery
- Beacon View
- Bellevue
- Capehart
- Chalco
- Fort Crook
- Gilmore
- Gilmore Junction
- Gretna
- La Platte
- La Vista
- Linoma Beach
- Meadow
- Melia
- Papillion
- Portal
- Richfield
- Rumsey
- Springfield